# Bystrá (Prešov)
Bystrá (in ungherese Hegyesbisztra) è un comune della Slovacchia facente parte del distretto di Stropkov, nella regione di Prešov.